# 하겐 라인홀트

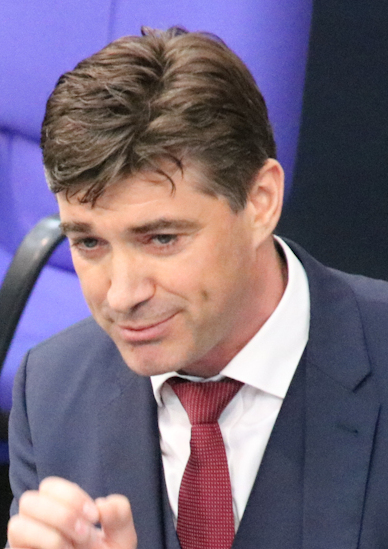
2018년의 라인홀트

하겐 라인홀트(독일어: Hagen Reinhold, 1978년 3월 23일 ~ )는 독일의 정치인이다. 자유민주당 소속이다. 2017년부터 메클렌부르크포어포메른주의 연방의회 의원으로 활동하고 있다.
2020년 3월 12일, 코로나바이러스감염증-19에 감염된 것으로 확인되었다.